# Scottsville (Kansas)
Scottsville es una ciudad ubicada en el condado de Mitchell en el estado estadounidense de Kansas. En el año 2010 tenía una población de 25 habitantes y una densidad poblacional de 41,67 personas por km².

## Geografía
Scottsville se encuentra ubicada en las coordenadas 39°32′34″N 97°57′13″O / 39.54278, -97.95361 (39.542783, -97.953746).

## Demografía
Según la Oficina del Censo en 2000 los ingresos medios por hogar en la localidad eran de $28,750 y los ingresos medios por familia eran $38,333. Los hombres tenían unos ingresos medios de $26,250 frente a los $11,250 para las mujeres. La renta per cápita para la localidad era de $13,6247. Alrededor del 0% de la población estaban por debajo del umbral de pobreza.